# Гліцериди

Гліцерол

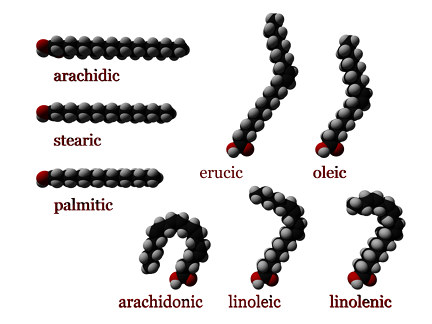
Жирна кислота

Триацетин

Гліцери́ди (або аци́лгліцеро́ли) — омилювані жири, утворені однією молекулою гліцеролу та 1—3 молекулами жирних кислот. Гліцерол та жирні кислоти зв'язані між собою шляхом реакції конденсації, яка створює естерний зв'язок між молекулами і звільняє одну молекулу води (H2O), що утворюється атомом водню, одержаним від гліцеролу, та гідроксильною групою -OH, одержаною від жирної кислоти.
В залежності від кількості молекул жирних кислот, що входять до їхнього складу, яких може бути 1, 2 або 3, гліцериди мають назву моногліцериди, дигліцериди чи тригліцериди. Найширше у жирах тваринного і рослинного походження представлені тригліцериди.
Основна функція гліцеридів — енергетична. Моно- та дигліцериди беруть участь у проміжному метаболізмі, тоді як тригліцериди являють собою основний вид жирів сполучної тканини.